# (29981) 1999 TD10
(29981) 1999 TD10 è un oggetto transnettuniano, più propriamente un centauro. Scoperto nel 1999, presenta un'orbita caratterizzata da un semiasse maggiore pari a 98,701344 UA e da un'eccentricità di 0,874757, inclinata di 5,961989° rispetto all'eclittica. Ha un periodo di rotazione di 15,382 ore.